# 얼음폭풍
얼음폭풍은 우빙을 특징으로 하는 폭풍의 일종이다. 

## 형성

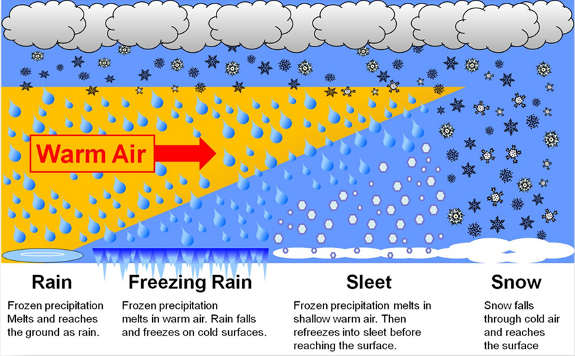

얼어붙은 비는 녹아 비가 오면서 따뜻한 공기층으로 떨어지다가, 아래의 차가운 층에서 다시 얼기 시작한다. 침전물이 공중에 있는 동안 다시 얼면 진눈깨비처럼 땅에 떨어진다. 또한 액체 방울은 표면 바로 위의 차가운 공기를 통과하여 얼지 않고 계속 떨어질수 있다. 이 앏은 공기층은 비를 영하의 온도로 냉각시킨다. 

## 갤러리

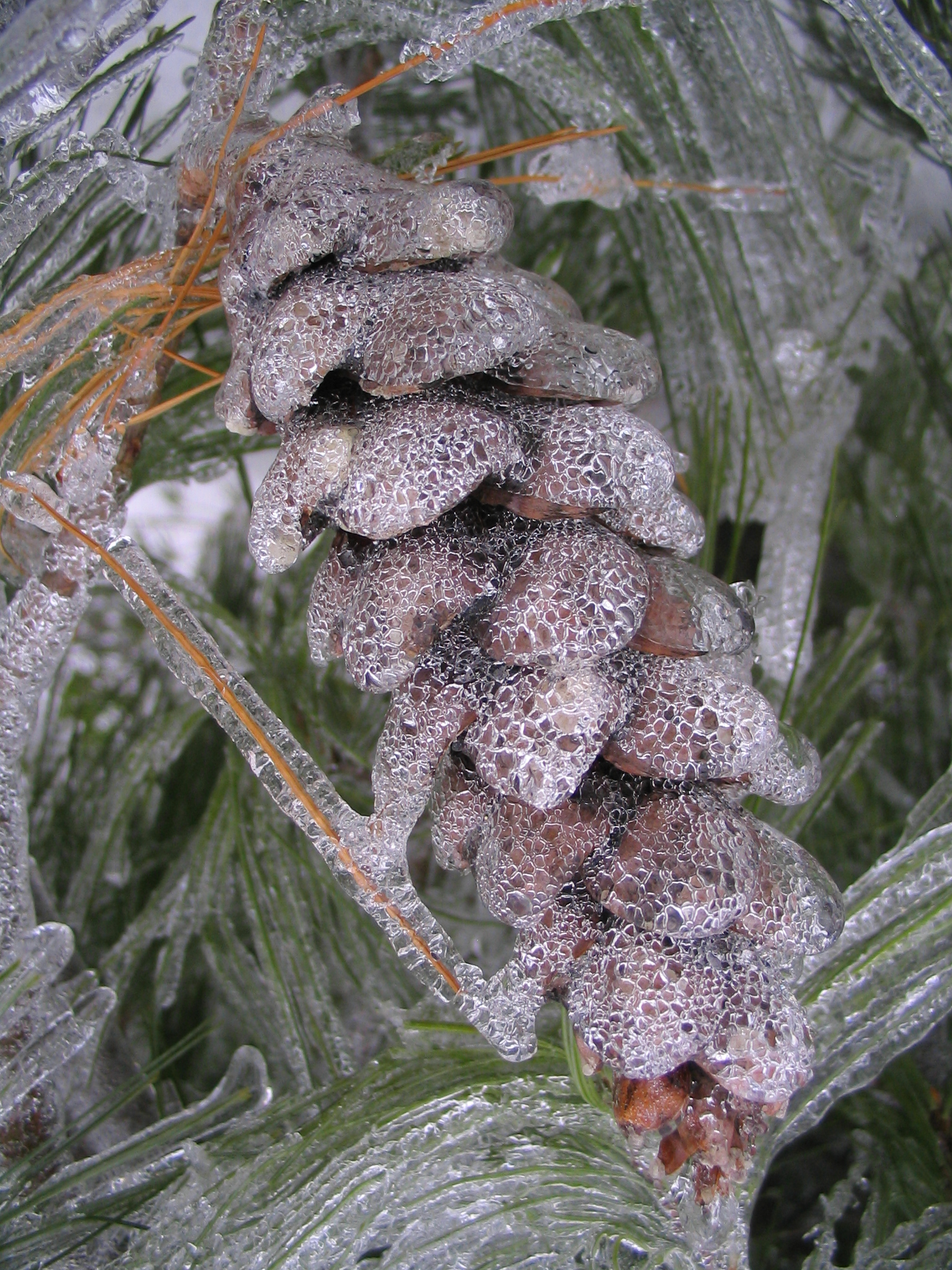
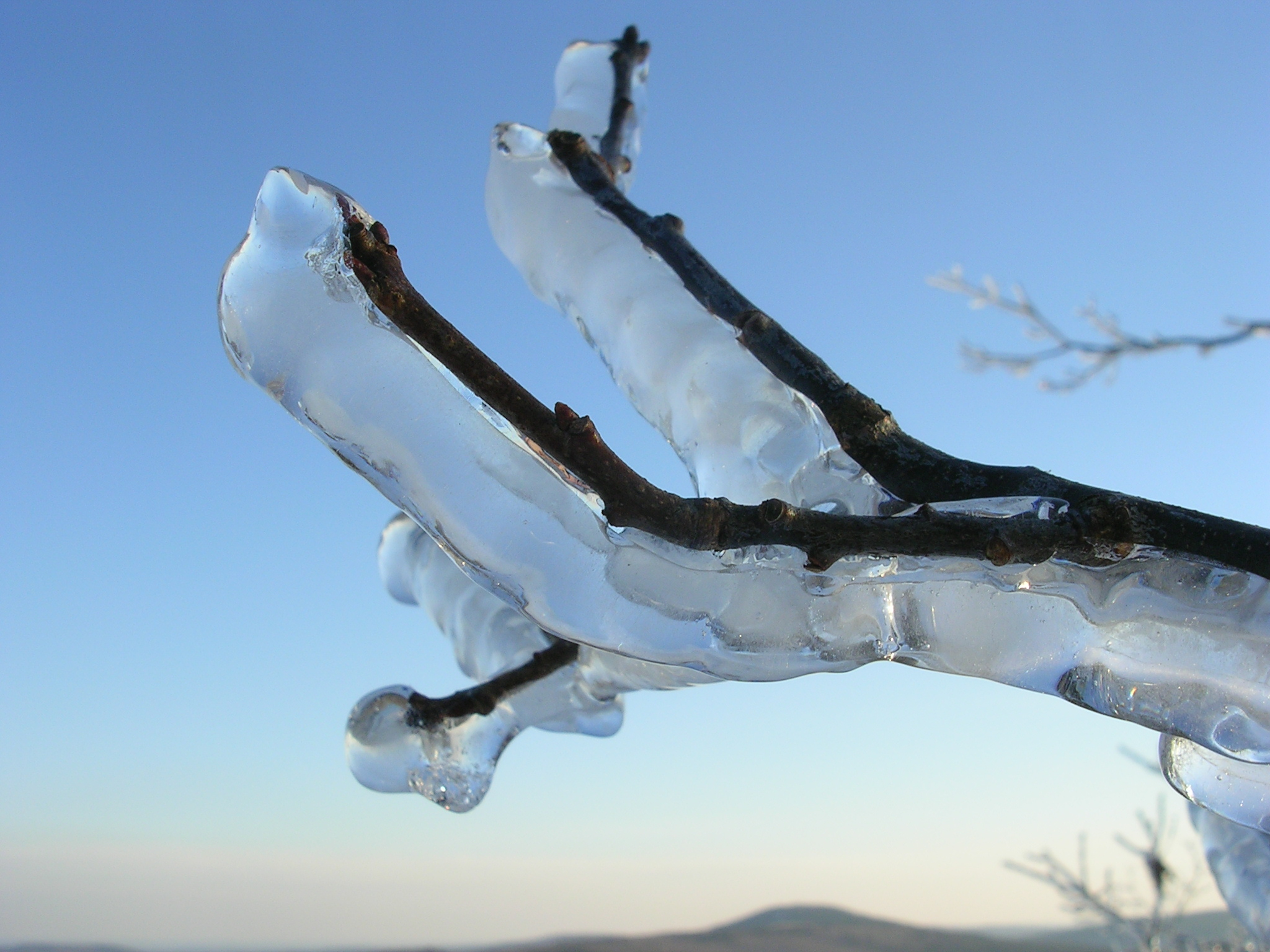
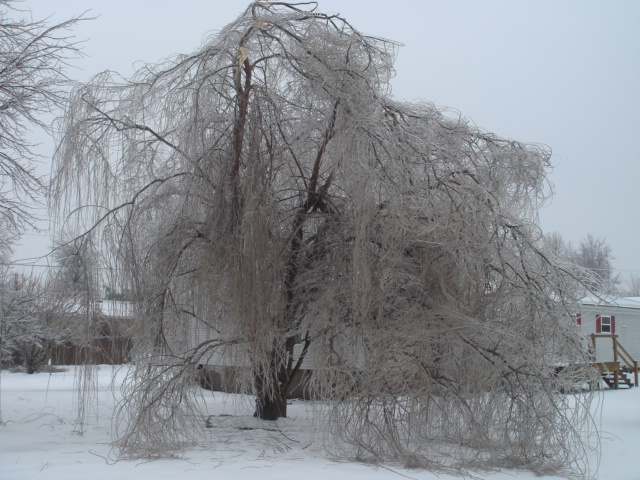

## 같이 보기
- 우빙
- 정전 (전기)